# Dypvåg
Dypvåg är en kyrkby i Tvedestrands kommun i Agder fylke i södra Norge. Orten ligget där fylkesväg 411 möter fylkesväg 3474. Här finns Dypvågs kyrka.
Tidigare har orten utgjort centralort i dåvarande Dypvågs kommun.